# Josep Maria Ureta i Buxeda
Josep Maria Ureta i Buxeda (Sabadell, 1952) és un periodista expert en economia i escriptor. Va estudiar la carrera de periodista a la Universitat de Navarra. Del 1975 al 1983 va ser funcionari dels gabinets de Presidència de la Diputació de Barcelona i de la Generalitat de Catalunya. El 1983 va formar part de l'equip fundacional de Televisió de Catalunya com a cap de la Secció d'Informació d'Economia. El 1989 es va fer càrrec de la redacció de La Gaceta de los Negocios a Barcelona i dos anys més tard es va incorporar a El Periódico de Catalunya com a redactor en cap d'Economia.
Entre el 1989 i el 2016 fou col·laborador d'El Periódico de Catalunya, on publicava articles sobre temes actuals econòmics. Ha estat a Catalunya Ràdio com a tertulià, explicant algunes de les claus de l'actualitat econòmica i la seva relació amb l'economia domèstica.
Ha publicat Economia de Butxaca a l'editorial Viena l'any 2005.
El 2015 fou guardonat amb el Premi Fundació de la Fundació Barcelona Comerç «pels seus coneixements del comerç de proximitat de Barcelona i per la seva tasca continuada, mitjançant els seus escrits als mitjans de comunicació, en favor del comerç de la ciutat i del seu model de comerç».